# Protéine ATM
Pour les articles homonymes, voir ATM.
La protéine ATM (en anglais ataxia telangiectasia mutated) est la protéine mutée dans le syndrome d'ataxie télangiectasie. Elle répare les cassures double brin dans l’ADN occasionnées par des agressions physiques ou des processus physiologiques.

## Historique
La première description de patients avec le syndrome d’ataxie-télangiectasie a été publiée en 1926 par Syllaba et Henner. Denise Louis-Bar a également rapporté un cas en 1941 et a donné son nom à la maladie. C’est en 1958 que la nature héréditaire et familiale de la maladie a été évoquée. Le fait que l’ataxie-télangiectasie se transmette de façon autosomique récessive supposait qu’un seul gène était impliqué dans la maladie. L’analyse du génome des patients atteints a permis de localiser un gène impliqué sur le 11e chromosome humain. Ces travaux ont permis d’identifier et de séquencer le gène muté dans l’ataxie-télangiectasie par clonage positionnel en 1995.

## Du gène à la protéine
Le gène ATM s’étend sur environ 150kb d’ADN génomique sur le locus 11q22-23, contient 66 exons et produit un transcrit épissé de 13kb. ATM fait partie de la superfamille des PI-3-kinases, possédant un domaine catalytique conservé similaire à la PI-3-kinase à son extrémité carboxy-terminale. La différence est qu’ATM est davantage une protéine-kinase qu’une lipide-kinase, tout comme ATR et DNA-PK qui font partie du même sous-groupe.
La protéine ATM possède 3056 acides aminés pour un poids de 350 kD. C’est une sérine thréonine kinase détectable dans tous les tissus, mais plus fortement au niveau de la rate, du thymus, des testicules et des cellules de Purkinje. Son expression est nucléaire chez les fibroblastes, les lymphocytes et les cellules gonadiques tandis qu’elle est plutôt localisée dans le cytoplasme chez les cellules de Purkinje et les cellules endothéliales.

## Activation d’ATM
La protéine ATM est activée à la suite d'une cassure double brin dans l’ADN, bien que des signaux ne causant pas de cassure double brin peuvent également l’activer (UV, oxyde nitrique, privation de nutriments). Lorsque ce type de cassure survient dans l’ADN, le complexe MRN (Mre11/Rad50/Nbs1) est recruté au site d’ADN endommagé et recrute à son tour la protéine ATM. Celle-ci, présente normalement dans la cellule sous forme de dimère inactif, s’autophosphoryle au niveau de la sérine 1981, entraînant une dédimérisation et une activation d’ATM. Elle phosphoryle ensuite H2AX, une variante de la famille des histones, qui recrute au site d’ADN endommagé plusieurs protéines qui sont subséquemment phosphorylées par ATM, dont 53BP1, BRCA1, Chk1 et Chk2,,,,17.
Ces substrats d’ATM vont ensuite induire l’arrêt du cycle cellulaire et l’activation des points de contrôle, deux processus qui vont permettre la réparation de l’ADN endommagé. Si l’ADN est irréparable, des processus d’apoptose ATM-dépendants vont se mettre en branle pour éviter que la cellule survive. Dans les cellules endothéliales et cellules de Purkinje du cervelet, ATM va activer des voies de survies comme celle du NF-kB pour éviter que la cellule entre en apoptose trop rapidement 8.

## Fonctions
ATM permet de réparer les cassures double brin dans l’ADN survenant lors d’une agression physique, telle que des rayonnements ionisants, via l’activation de deux mécanismes : la recombinaison homologue entre deux molécules sœurs d’ADN et la jonction non homologue des brins brisés (NHEJ),. Ces mécanismes sont induits par l’activation de plusieurs substrats d’ATM : Chk1 et Chk2 activant les points de contrôle du cycle cellulaire, c-Abl activant le processus de recombinaison homologue, BRAC1, qui est impliqué dans la réparation d’ADN et p. 53, un facteur de transcription activant des gènes de réparation d’ADN, d’arrêt du cycle cellulaire et d’apoptose,.
ATM est impliquée dans la méiose car elle répare les cassures double brin dans l’ADN survenant lors de la recombinaison homologue au cours de la méiose I. Elle agit également dans le maintien et l’auto-renouvèlement des cellules souches germinales dans les tubules séminifères des testicules,. ATM est aussi importante au niveau du système immunitaire car elle répare les cassures double brin survenant lors de la recombinaison V(D)J. Cette dernière est en fait un réarrangement du génome des lymphocytes B et T immatures qui permet de produire un clone lymphocytaire unique11, 19.
Au niveau des cellules de Purkinje du cervelet, la protéine ATM aurait un rôle dans la synthèse d’antioxydants luttant contre le stress cellulaire et la neurodégénération,.

## Pathologies associées
Une mutation d’un seul allèle dans le gène ATM est un facteur de risque pour le cancer du sein, alors qu’une mutation dans les deux allèles entraîne l'ataxie-télangiectasie ou syndrome de Louis-Bar.
L’ataxie-télangiectasie est une maladie autosomique récessive avec une incidence d’un cas sur 300,000 naissances. Elle se manifeste par une atteinte neurologique, c’est-à-dire une ataxie cérébelleuse progressive, causée par une dégénérescence des cellules de Purkinje, commençant dès l’âge de deux ans et se manifestant par une mauvaise coordination, des tremblements et troubles d’équilibre. On observe aussi des télangiectasies (éclatement de petits vaisseaux sanguins), une stérilité complète, une radiosensibilité, un déficit immunitaire avec infections respiratoires graves et une susceptibilité accrue aux cancers (#Notes et références|8). Environ 10 à 15 % des personnes atteintes d’ataxie-télangiectasie vont développer un lymphome ou une leucémie avant ou pendant l’adolescence.